# Bantarwaru (Bantarkawung)
Bantarwaru is een bestuurslaag in het regentschap Brebes van de provincie Midden-Java, Indonesië. Bantarwaru telt 2226 inwoners (volkstelling 2010).